# Philip Euen Mitchell
Philip Euen Mitchell, britanski general, * 1890, † 1964.
Bil je tudi guverner Ugande (1935-40), guverner Fidžija (1942-45) in guverner Kenije (1944-52).